# Limnophila heterophylla
Limnophila heterophylla är en grobladsväxtart som först beskrevs av William Roxburgh, och fick sitt nu gällande namn av George Bentham. Limnophila heterophylla ingår i släktet Limnophila och familjen grobladsväxter. Inga underarter finns listade i Catalogue of Life.